# WISE 0734-7157
WISE 0734−7157, är en brun dvärg i den mellersta delen av stjärnbilden Flygfisken. Den har en skenbar magnitud av ca 20,41 och kräver ett kraftfullt teleskop för att kunna observeras. Baserat på trigonometrisk parallaxmätning på ca 75,0 mas, beräknas den befinna sig på ett avstånd på ca 43 ljusår (ca 13 parsek) från solen och är en av de mest avlägsna kända bruna dvärgarna av spektralklass Y0.
WISE 0734−7157 upptäcktes 2012 av J. Davy Kirkpatrick et.al. från data, insamlade av NASA:s rymdteleskopet Wide-field Infrared Survey Explorer (WISE) i infraröd våglängd, vilket uppdrag pågick från december 2009 till februari 2011. Den publicerades 2012 i en artikel i The Astrophysical Journal, där de presenterade upptäckten av sju nya bruna dvärgar av spektraltyp Y, som hittats av WISE, bland vilka också ingick WISE 0734−7157. För närvarande är den mest exakta avståndsuppskattningen av WISE 0734−7157 en trigonometrisk parallax, publicerad 2019 av Kirkpatrick et al.: 13,3+0,4−0,4 pc, eller 43,5+1,4−1,3 ljusår.